# Тамім ібн Булуггін
Тамім ібн Булуггін (араб. تميم بن بلكين بن حبوس; д/н — після 1091) — емір Малазької тайфи в 1073—1090 роках.

## Життєпис
Походив з династії Зірідів. Старший син Булуггіна ібн Бадіса, спадкоємця трону. Народився на початку 1050-х років. 1064 року помирає його батько, можливо, від отруєння. 1073 року після смерті діда Бадіса отримав Малазьку тайфу.
У 1075 році уклав союз із Севільською тайфою. 1082 року спробував захопити Гранаду, але зазнав поразки від брата Абдаллаха. 1086 року приєднався до військ Юсуфа ібн Ташіна, еміра Аморавідів, що висадився на Піренейському півострові. Слідом за цим був учасником битви при Саграхасі, де кастильське військо зазнало поразки.
У 1090 році повалений за наказом Юсуфом ібн Ташіна, який приєднав Малазьку тайфу до своїх володінь. Таміма було відправлено до Сусу. Подальша доля невідома.